# Romeo and Juliet (1936)
Romeo and Juliet is een Amerikaanse dramafilm uit 1936 onder regie van George Cukor. Het scenario is gebaseerd op het gelijknamige toneelstuk uit 1591 van de Engelse auteur William Shakespeare.

## Verhaal
In Verona heerst een vete tussen het huis Capulet en het huis Montague. Te midden van die strijd worden Julia en Romeo verliefd. Hun liefde neemt al gauw een tragische wending.

## Rolverdeling
| Acteur               | Personage       |
| -------------------- | --------------- |
| Norma Shearer        | Julia           |
| Leslie Howard        | Romeo           |
| John Barrymore       | Mercutio        |
| Edna May Oliver      | Voedster        |
| Basil Rathbone       | Tybalt          |
| C. Aubrey Smith      | Lord Capulet    |
| Andy Devine          | Peter           |
| Conway Tearle        | Escalus         |
| Ralph Forbes         | Paris           |
| Henry Kolker         | Broeder Laurens |
| Robert Warwick       | Lord Montague   |
| Virginia Hammond     | Lady Montague   |
| Reginald Denny       | Benvolio        |
| Violet Kemble Cooper | Lady Capulet    |